# 加藤良次
加藤 良次（かとう りょうじ、1957年 - ）は、日本の美術家、横浜美術大学教授、JTCジャパン テキスタイル カウンシル理事。
1985年より渋谷、池袋西武、大丸東京などで個展。1988年、97年ミラノ。2002年ソウルで個展。
その他、国内外の個展、団体展にて多数発表。スクリーンプリント技法を主にインスタレーション作品を制作する。最近は茜（赤根）染を作品に取り入れたインスタレーションを発表している。杉野学園ドレスメーカー学院、文星芸大で非常勤講師など若手育成にも力をいれている。現在、横浜美術大学教授。

## 経歴
- 1957年　静岡県生まれ。
- 1982年　東京藝術大学美術学部工芸科染織講座　卒業
- 1984年　東京藝術大学大学院美術研究科染織専攻　修了
- 1985年　東京藝術大学美術学部工芸科染織研究室研究生　修了
- 1986‐97年 東京藝術大学美術学部工芸科染織研究室　非常勤講師
- 2010-13年　横浜美術大学美術学部美術学科工芸領域研究室准教授
- 2014-　　　横浜美術大学美術学部美術学科クラフトデザイン研究室教授

## 受賞歴
- 1981年　安宅賞
- 1982年　サロン・ド・プランタン賞/原田賞

## 個展／展覧会
- 2007年　JTCテキスタイルの未来形（沖縄芸術大学ギャラリー）
- 2008年　JTCテキスタイルの未来形（札幌芸術の森美術館）
- 2009年　JTCテキスタイルの未来形（福岡アジア美術館）
- 2010年　JTCテキスタイルの未来形（六本木AXISギャラリー）
- 2009年　東京モーターショー、YAMAHAコンセプトモデル共同制作
- 2010年　個展（光画廊/東京）、個展（E＆Cギャラリー/福井）
- 個展（慶星大学校美術館/韓国釜山）/JTC日本テキスタイルカウンシル理事
- 2011年　個展（千疋屋ギャラリー/東京）
- 2011年　THE NATURE SPIRIT 日本の現代テキスタイル16人展（コンプルテンセ大学UNIVERSIDAD COMPLUTENSE DE MADRID）、（サラマンカ大学CENTRO CULTURAL HISPANO JAPONEES/SALAMANCA）
- 2012年　個展（GALLERY IN THE BLUE/宇都宮）
- CHANGWON ASIAN ART FESTIVAL 昌原アジアアートフェスティバル招待（韓国/昌原）
- JTCテキスタイルの未来形（網走市美術館）
- 2013年　玉川高島屋S.C 南館エントランスホール壁面装飾作品（玉川高島屋）
- 2014年　五條市御霊神社赤根染インスタレーション（御霊神社本宮拝殿）
- TDW東京デザイナーズウィーク2014プロ展無審査出品（神宮外苑TDW2014会場）
- はならぁとプラス　赤根染インスタレーション「赤根色の街道」（五條市新町通、奈良）

## 関連サイト

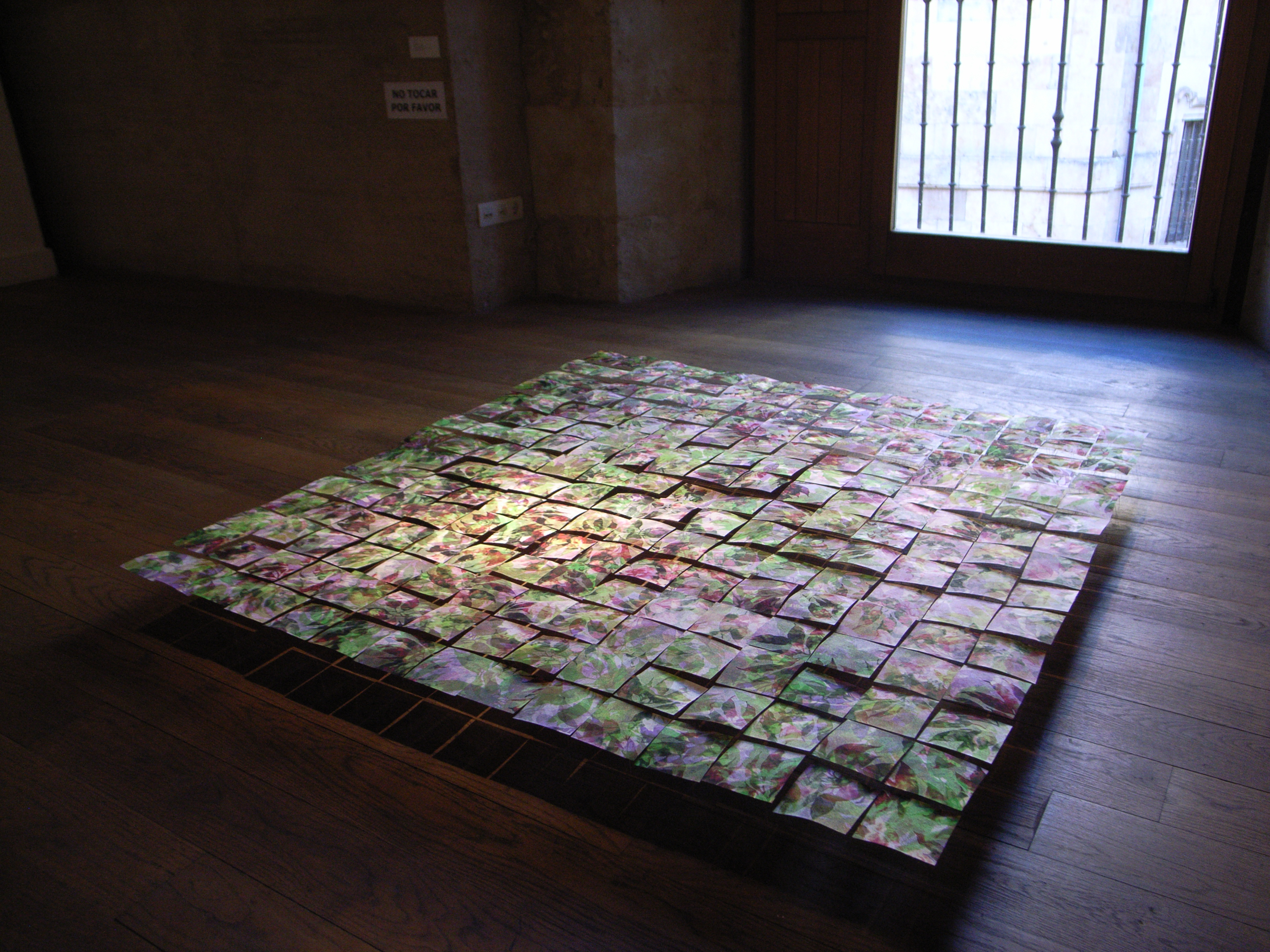
ここに説明文を追加

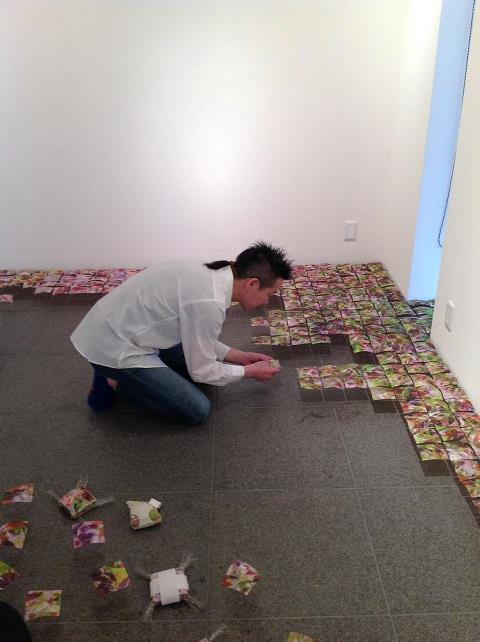
IN THE GARDEN -U KI KU SA - IN UTSUNOMIYA

- 横浜美術大学
- JTC（日本テキスタイルカウンシル）

[[ファイル:
]]